# Karl Holmberg
Karl Albin Elis Holmberg, detto Kalle (Örebro, 3 marzo 1993), è un calciatore svedese, attaccante dell'Örebro.

## Biografia
È figlio dell'ex giocatore di hockey Mikael Holmberg.

## Carriera

### Club
Cresciuto nelle giovanili del Rynninge IK, nel 2008 è entrato a far parte della prima squadra del Karlslunds IF. Nel corso della stagione seguente, è stato girato in prestito in quinta serie nazionale all'Örebro SK Ungdom, la seconda squadra dell'Örebro SK. Rientrato al Karlslunds IF, vi è rimasto un ulteriore anno.
A partire dal 2011 è diventato un giocatore dell'Örebro SK a titolo definitivo, ma nel corso della stagione ha giocato quasi sempre in quarta serie nella squadra riserve, ad eccezione di una breve apparizione in Allsvenskan con la prima squadra in occasione della sconfitta del 28 agosto 2011 a Helsingborg (2-0).
Nel 2012 ha trovato spazio in prima squadra: su 25 presenze collezionate in campionato, in 15 occasioni è partito nell'undici titolare. L'anno successivo, con l'Örebro appena retrocesso in Superettan, è risultato essere il secondo miglior marcatore della sua squadra con 10 reti segnate che hanno contribuito al ritorno in Allsvenskan. Prima dell'inizio della stagione 2014 ha prolungato il proprio contratto con i bianconeri.
Nel luglio 2016, a metà campionato e a pochi mesi dalla scadenza del suo contratto, Holmberg è passato dall'Örebro all'IFK Norrköping legandosi fino al termine della stagione 2019. Con la nuova maglia ha concluso la stagione con 12 presenze e 4 reti.
L'Allsvenskan 2017 ha visto Holmberg laurearsi capocannoniere del torneo, seppur in coabitazione con Magnus Eriksson. In 30 partite giocate ha realizzato 14 reti, mentre la squadra ha chiuso la stagione al 6º posto in classifica. Durante il campionato 2018 ha realizzato 9 gol in 28 partite, nel corso del torneo successivo invece è andato in rete per 4 volte, alternando partite da titolare (10) ad altre in cui è subentrato dalla panchina (15).
Nel gennaio 2020 si è trasferito a parametro zero al Djurgården, club che due mesi prima si era laureato campione di Svezia. Qui Holmberg ha trovato in rosa Emir Kujović, attaccante che era stato il suo predecessore al Norrköping, superandolo in gran parte delle occasioni nelle preferenze del duo di tecnici Kim Bergstrand e Thomas Lagerlöf. Al suo primo campionato con gli stoccolmesi, Holmberg ha segnato 9 gol in 30 partite, mentre nell'Allsvenskan 2021 ha totalizzato 2 reti in 24 presenze. Nel campionato 2022 ha trovato ancora meno spazio, con 2 reti in 14 presenze di cui solo tre da titolare.
Nel gennaio 2023 si è unito a parametro zero ai maltesi dell'Ħamrun Spartans con un ingaggio che, stando ai media svedesi, renderebbe Holmberg il giocatore più pagato di quel campionato con circa 200.000 euro netti all'anno. Già a giugno, tuttavia, ha fatto ritorno in Svezia in virtù del contratto di tre anni e mezzo firmato con l'Örebro che stava militando nella seconda serie nazionale. Nella rimanente parte della Superettan 2023 ha realizzato 13 gol in 18 incontri, mentre l'anno successivo si è imposto come uno dei tre capocannonieri della Superettan 2024 (insieme a Dijan Vukojevic e Assad Al Hamlawi) con i suoi 14 gol in 29 presenze che hanno contribuito al raggiungimento della salvezza dei bianconeri.

### Nazionale
Ha giocato nelle nazionali giovanili svedesi Under-17, Under-18, Under-19 ed Under-21.
Il 7 gennaio 2018, contro l'Estonia, ha giocato e segnato un gol nella sua prima partita con la nazionale maggiore impegnata nella tournée di Abu Dhabi. La rosa, sperimentale, vedeva convocati solo giocatori provenienti dai campionati scandinavi.

## Statistiche

### Cronologia presenze e reti in nazionale
| Cronologia completa delle presenze e delle reti in nazionale ― Svezia | Cronologia completa delle presenze e delle reti in nazionale ― Svezia | Cronologia completa delle presenze e delle reti in nazionale ― Svezia | Cronologia completa delle presenze e delle reti in nazionale ― Svezia | Cronologia completa delle presenze e delle reti in nazionale ― Svezia | Cronologia completa delle presenze e delle reti in nazionale ― Svezia | Cronologia completa delle presenze e delle reti in nazionale ― Svezia | Cronologia completa delle presenze e delle reti in nazionale ― Svezia |
| Data                                                                  | Città                                                                 | In casa                                                               | Risultato                                                             | Ospiti                                                                | Competizione                                                          | Reti                                                                  | Note                                                                  |
| --------------------------------------------------------------------- | --------------------------------------------------------------------- | --------------------------------------------------------------------- | --------------------------------------------------------------------- | --------------------------------------------------------------------- | --------------------------------------------------------------------- | --------------------------------------------------------------------- | --------------------------------------------------------------------- |
| 7-1-2018                                                              | Tampere                                                               | Estonia                                                               | 1 – 1                                                                 | Svezia                                                                | Amichevole                                                            | 1                                                                     | 73’                                                                   |
| 11-1-2018                                                             | Tampere                                                               | Svezia                                                                | 1 – 0                                                                 | Danimarca                                                             | Amichevole                                                            | -                                                                     | 66’                                                                   |
| 8-1-2018                                                              | Doha                                                                  | Finlandia                                                             | 1 – 0                                                                 | Svezia                                                                | Amichevole                                                            | -                                                                     | 63’                                                                   |
| 11-1-2019                                                             | Doha                                                                  | Islanda                                                               | 2 – 2                                                                 | Svezia                                                                | Amichevole                                                            | -                                                                     | 78’                                                                   |
| Totale                                                                |                                                                       | Presenze                                                              | 4                                                                     |                                                                       | Reti                                                                  | 1                                                                     |                                                                       |

## Palmarès

### Club

#### Competizioni nazionali
- Campionato maltese: 1

Ħamrun Spartans: 2022-2023

### Individuale
- Capocannoniere della Superettan: 1

2024 (14 reti, alla pari con Assad Al Hamlawi e Dijan Vukojevic)